# 富士正晴全国高等学校文芸誌賞
富士正晴全国高等学校文芸誌賞（ふじまさはるぜんこくこうとうがっこうぶんげいししょう）は徳島県三好市が主催していた、高校文芸部誌を対象とする文学賞。通称「文芸誌甲子園」。同市出身で、同人誌「VIKING」を創刊して多くの作家を育てた富士正晴を顕彰し、その名前を冠している。第5回（2014年度）からは個人作品の表彰（全国高校生文学賞）も行われていた。
2019年度の第10回をもって終了。個人部門のみを引き継ぐ形で、2020年度より新たに富士正晴全国高校生文学賞が創設された（四国大学主催）。

## 最優秀賞及び優秀賞受賞校一覧
| 回数   | 年度     | 最優秀賞                                 | 優秀賞                                                           |
| ------ | -------- | ---------------------------------------- | ---------------------------------------------------------------- |
| 第1回  | 2010年度 | （宮城）仙台白百合学園文芸部『紫苑』43号 | 北海道札幌琴似工業文芸部『風花舞』11号                           |
| 第1回  | 2010年度 | （宮城）仙台白百合学園文芸部『紫苑』43号 | （神奈川）桐光学園文藝部『桐光学園文藝部誌』13号                 |
| 第1回  | 2010年度 | （宮城）仙台白百合学園文芸部『紫苑』43号 | 岩手県立盛岡第三文芸部『黎』9号                                  |
| 第2回  | 2011年度 | 岩手県立花巻北文芸部『花北文学』54号     | (福岡)筑紫女学園文芸部『いさらゐ』53号                           |
| 第2回  | 2011年度 | 岩手県立花巻北文芸部『花北文学』54号     | （北海道）市立函館文芸部『海碧』13輯                             |
| 第2回  | 2011年度 | 岩手県立花巻北文芸部『花北文学』54号     | 岩手県立盛岡第三文芸部『黎』11号                                 |
| 第3回  | 2012年度 | 岩手県立花巻北文芸部『花北文学』55号     | （福岡）筑紫女学園文芸部『いさらゐ』54号 （生徒が選ぶ文芸誌賞）  |
| 第3回  | 2012年度 | 岩手県立花巻北文芸部『花北文学』55号     | （北海道）市立函館文芸部『海碧』16輯                             |
| 第3回  | 2012年度 | 岩手県立花巻北文芸部『花北文学』55号     | 岩手県立盛岡第四文芸部『志髙文芸』46号                           |
| 第3回  | 2012年度 | 岩手県立花巻北文芸部『花北文学』55号     | 山形県立長井文芸部『せきれい』86号                               |
| 第4回  | 2013年度 | 兵庫県立神戸文芸部『鵬雛図南』66回生号   | 岩手県立花巻北文芸部『花北文学』56号                             |
| 第4回  | 2013年度 | 兵庫県立神戸文芸部『鵬雛図南』66回生号   | 岩手県立盛岡第四文芸部『志髙文芸』47号                           |
| 第4回  | 2013年度 | 兵庫県立神戸文芸部『鵬雛図南』66回生号   | （北海道）市立函館文芸部『海碧』19輯                             |
| 第4回  | 2013年度 | 兵庫県立神戸文芸部『鵬雛図南』66回生号   | （福岡）筑紫女学園文芸部『いさらゐ』55号                         |
| 第5回  | 2014年度 | 岩手県立盛岡第四文芸部『志髙文芸』48号   | 北海道札幌琴似工業文芸部『風花舞』26号                           |
| 第5回  | 2014年度 | 岩手県立盛岡第四文芸部『志髙文芸』48号   | 岩手県立盛岡第三文芸部『黎』14号                                 |
| 第5回  | 2014年度 | 岩手県立盛岡第四文芸部『志髙文芸』48号   | 宮城県小牛田農林文芸部『雪月雷花』17号                           |
| 第6回  | 2015年度 | 岩手県立盛岡第四文芸部『志髙文芸』49号   | 北海道札幌琴似工業文芸部『風花舞』29号                           |
| 第6回  | 2015年度 | 岩手県立盛岡第四文芸部『志髙文芸』49号   | 岩手県立盛岡第三文芸部『黎』15号                                 |
| 第6回  | 2015年度 | 岩手県立盛岡第四文芸部『志髙文芸』49号   | （神奈川）横浜市立横浜サイエンスフロンティア文芸部『下駄箱』11号 |
| 第6回  | 2015年度 | 岩手県立盛岡第四文芸部『志髙文芸』49号   | （福岡）筑紫女学園文芸部『いさらゐ』57号                         |
| 第7回  | 2016年度 | （福岡）筑紫女学園文芸部『いさらゐ』58号 | 岩手県立盛岡第三文芸部『黎』16号                                 |
| 第7回  | 2016年度 | （福岡）筑紫女学園文芸部『いさらゐ』58号 | 岩手県立水沢文芸・短詩部『煌』13号                               |
| 第7回  | 2016年度 | （福岡）筑紫女学園文芸部『いさらゐ』58号 | （愛知）名古屋文学部『文學帖』8号                                |
| 第8回  | 2017年度 | （福岡）筑紫女学園文芸部『いさらゐ』59号 | 岩手県立盛岡第三文芸部『黎』17号                                 |
| 第8回  | 2017年度 | （福岡）筑紫女学園文芸部『いさらゐ』59号 | 岩手県立花巻北文芸部『花北文学』60号                             |
| 第8回  | 2017年度 | （福岡）筑紫女学園文芸部『いさらゐ』59号 | （宮城）仙台白百合学園文芸部『紫苑』51号                         |
| 第9回  | 2018年度 | （宮城）仙台白百合学園文芸部『紫苑』52号 | 岩手県立盛岡第三文芸部『黎』18号                                 |
| 第9回  | 2018年度 | （宮城）仙台白百合学園文芸部『紫苑』52号 | 岩手県立花巻北文芸部『花北文学』61号                             |
| 第9回  | 2018年度 | （宮城）仙台白百合学園文芸部『紫苑』52号 | （福岡）筑紫女学園文芸部『いさらゐ』60号                         |
| 第10回 | 2019年度 | 岩手県立盛岡第三文芸部『黎』19号         | 岩手県立花巻北文芸部『花北文学』62号                             |
| 第10回 | 2019年度 | 岩手県立盛岡第三文芸部『黎』19号         | （兵庫）三木学園白陵文芸部『紅炎』令和元年号                     |
| 第10回 | 2019年度 | 岩手県立盛岡第三文芸部『黎』19号         | （福岡）筑紫女学園文芸部『いさらゐ』61号                         |

## 全国高校生文学賞大賞受賞者一覧
| 回数   | 年度     | 賞名         | 題名               | 作者名                                                         |
| ------ | -------- | ------------ | ------------------ | -------------------------------------------------------------- |
| 第5回  | 2014年度 | 特別作品賞   | 銀さんの包丁       | 千葉珠絵（岩手県立盛岡第四）                                   |
| 第5回  | 2014年度 | 特別作品賞   | 細工ロイドの通り道 | 大城美樹（岩手県立盛岡第三）                                   |
| 第5回  | 2014年度 | 特別作品賞   | ビブリア           | 四十宮有香・鵜飼梓・小泉紗英・井上実樹・久保田愛可（桐光学園） |
| 第5回  | 2014年度 | 特別作品賞   | 短歌三十首         | 残花（岡山県立岡山操山）                                       |
| 第6回  | 2015年度 | 審査員特別賞 | 夏が始まる         | 武田穂佳（岩手県立盛岡第四）                                   |
| 第7回  | 2016年度 | 大賞         | 高校生             | 吉田尚史（滋賀県立彦根東）                                     |
| 第8回  | 2017年度 | 大賞         | 月明かり           | 松島詩織（埼玉県立浦和第一女子）                               |
| 第9回  | 2018年度 | 大賞         | 濫觴の火           | 田鎖寛都（岩手県立盛岡第三）                                   |
| 第10回 | 2019年度 | 大賞         | 本当のこと         | 佐々木晴（岩手県立花巻北）                                     |